# Torre de televisión de Tallin
La torre de televisión de Tallin (en estonio: Tallinna teletorn) es una torre de radiodifusión con una plataforma de observación que se ubica en el distrito de Pirita, a seis kilómetros al noreste del centro de la ciudad de Tallin, la capital de Estonia. Se construyó para retransmitir las competiciones de regata de los Juegos Olímpicos de verano de Moscú de 1980.
Con sus 314 m, la torre de televisión es el edificio más alto de la ciudad. Fue inaugurada oficialmente el 11 de julio de 1980, a tiempo para los Juegos Olímpicos. La torre y su plataforma de observación, a una altura de 170 metros, cerraron sus puertas al público el 26 de noviembre de 2007 y fue reinaugurada con un nuevo acceso, un museo y un restaurante en abril de 2012.

## Historia
Moscú fue seleccionada como sede de los Juegos Olímpicos de 1980 y en Tallin se celebrarían las competiciones de vela. La torre de televisión fue incluida en la lista de lugares olímpicos, lo que aseguró un acceso más directo a los materiales de construcción. Por este motivo se trasladaron los materiales que se iban a utilizar para la torre de televisión de Vilna a Tallin. Las obras comenzaron en 1975 y más de 32 empresas de construcción formaron parte de las mismas. Se inauguró oficialmente el 11 de julio de 1980, aunque la primera señal ya se había transmitido por ondas el 20 de diciembre de 1979.
Estonia se independizó de la Unión Soviética en 1991, y tropas militares soviéticas intentaron asediar la torre de televisión el 21 de agosto de ese mismo año. Los ciudadanos de Estonia evitaron el ataque debido a que se atrincheraron en la misma, incluso en las dependencias superiores.
En noviembre de 2007 se cierra la torre al público por carecer de normas de seguridad en caso de incendio. Las obras de restauración no comenzaron hasta 2010 y volvió a reabrir al público en mayo de 2012, creando un nuevo acceso más moderno, un museo interactivo en su interior, además del restaurante panorámico más alto de todo el norte de Europa. Desde su reinauguración también se celebra anualmente el BASE Jump Boogie, un evento en el que deportistas de élite de todo el mundo se lanzan desde la torre en paracaídas. En 2013 la World Federation of Great Towers aceptó a la torre de televisión de Tallin como miembro, siendo la decimonovena torre más alta de sus cuarenta miembros y la más alta del norte de Europa. Desde junio de 2013 también es posible pasear por el borde de la torre con un arnés en su planta 22, a unos 175 metros de altura.

### Cronología

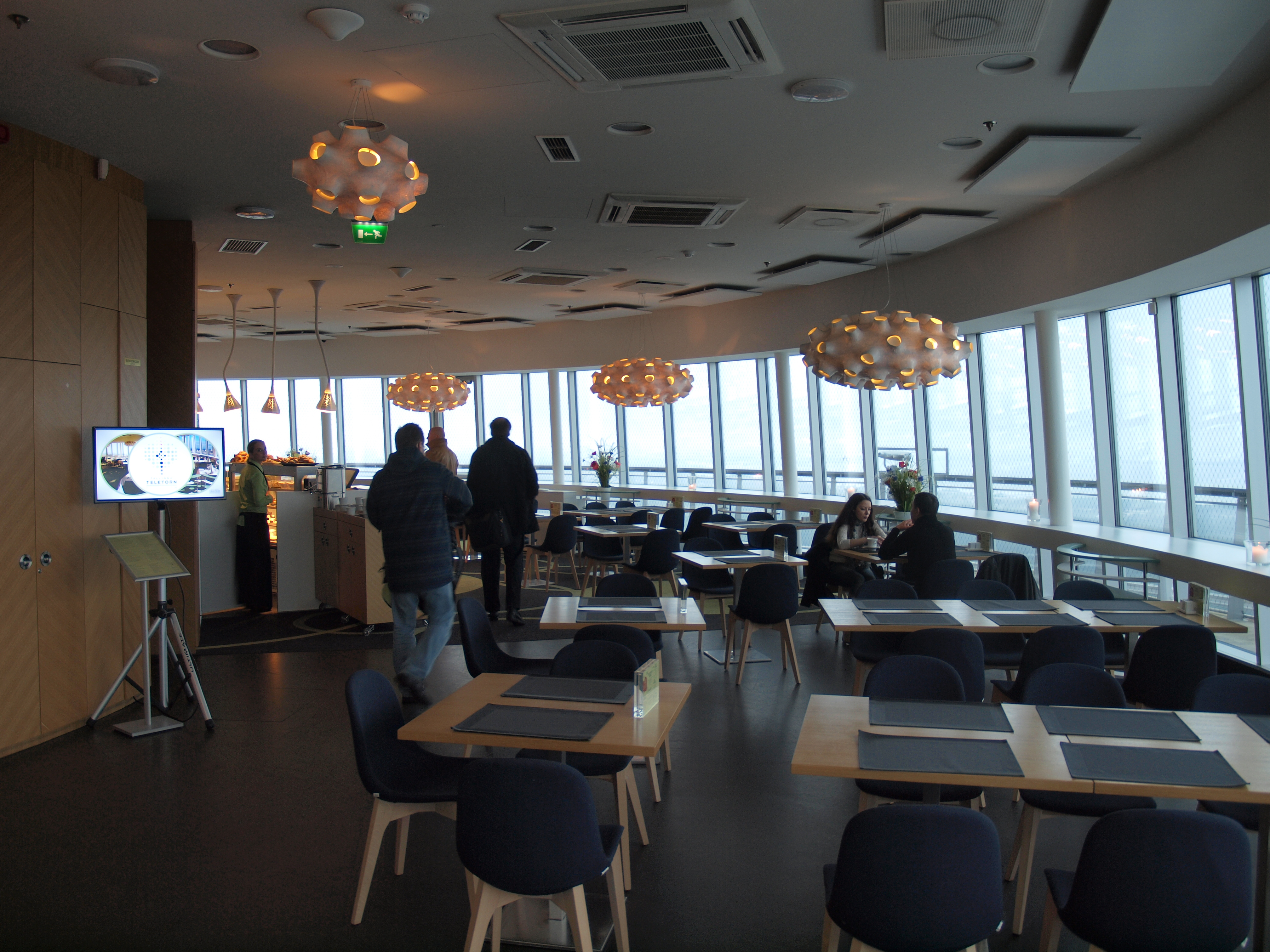
Vista de la cafetería-restaurante de la torre

- 30 de septiembre de 1975: se coloca la primera piedra.
- Abril de 1976: finalizan los trabajos de cimentación.
- Mayo de 1977: comienzan los trabajos de construcción la torre de hormigón armado, durante los cuales se vierten 17.500 toneladas de hormigón y se colocan 330 kilómetros de armadura.
- Febrero de 1978: se construye el hueco del ascensor en el interior de la torre.
- Abril de 1978: comienza el montaje de la parte metálica de la antena.
- 13 de junio de 1978: la torre alcanza la altura prevista de 314 m.
- 30 de octubre de 1978: se levanta el armazón de la estructura superior del edificio.
- Diciembre de 1978: se instalan 16 soportes en la parte superior y la torre adquiere el aspecto previsto en el proyecto.
- 20 de diciembre de 1979: se transmite la primera señal desde la torre.
- 11 de julio de 1980: inauguración oficial de la Torre de Televisión de Tallin.
- 26 de noviembre de 2007: la torre se cierra a los visitantes debido a la falta de un número suficiente de vías de evacuación.
- 4 de abril de 2012: la torre renovada reabre a los visitantes.[3][4]

## Características de diseño
Los diseñadores del proyecto de la torre de TV fueron especialistas del Instituto Estatal de Diseño del Ministerio de Comunicaciones de Moscú. El ingeniero jefe del proyecto fue Evgeny Ignatov, el diseñador jefe fue Vladimir Obydov, y los arquitectos fueron Yuri Sinis y David Basiladze.
Los proyectistas tuvieron que hacer frente a dos difíciles tareas: elegir el tipo de construcción y el lugar en el que se construiría la torre. La estructura elegida fue una base autoportante de hormigón armado con una antena de acero, con una altura total de 314 metros. El espacio interior de esta torre de televisión de hormigón armado permitía instalar todos los equipos necesarios y construir un mirador con un restaurante en la parte superior, al que se accede por un ascensor de alta velocidad. En condiciones ideales, la altura de la torre permite transmitir programas de radio y televisión con buena calidad en un radio de 90 km.
Para elegir el emplazamiento se tuvieron en cuenta muchos factores: la distancia a las zonas pobladas de la ciudad, clave para lograr una recepción de calidad, las características geológicas de la superficie, la distancia al aeropuerto y el impacto en el paisaje urbano de Tallin. Al final, se optó por un emplazamiento situado a 8 kilómetros del centro de la ciudad, en el barrio de Kloostrimetsa, cerca de la zona recreativa y el jardín botánico.La altura del terreno sobre el nivel del mar es de 23 metros. La torre de TV destaca en el paisaje circundante y es claramente visible tanto desde el mar como desde la ciudad.
La estructura consta de tres partes: la cimentación, un fuste de hormigón armado de 190 metros de altura y una antena metálica de 124 metros. A una altura de 150-182 metros se encuentra una superestructura, con un diámetro de 38 metros, que alberga una plataforma de observación, un restaurante y la sala de control de las emisoras de radio comerciales. En la parte inferior, alrededor de la base de la torre, se encuentra una estructura de dos plantas, también de 38 metros de diámetro, donde se ubican los servicios técnicos y auxiliares.
La losa de cimentación de hormigón armado, de 38 metros de diámetro y 2,5 metros de espesor, tiene una profundidad de 8,5 metros. Esta losa soporta el fuste de hormigón armado de la torre, con un diámetro de 15,2 m en la base y de sólo 8,2 m a 180 metros de altura. El muro del fuste tiene 500 mm de grosor en la parte inferior y 350 mm en la superior, para que la torre se mantenga estable incluso en condiciones meteorológicas adversas.
La masa total de la torre supera las 20.000 toneladas. El centro de gravedad se halla al pie del fuste de la torre, por lo que no podría volcar aunque la losa de cimentación estuviera en la superficie.

## Mirador y restaurante

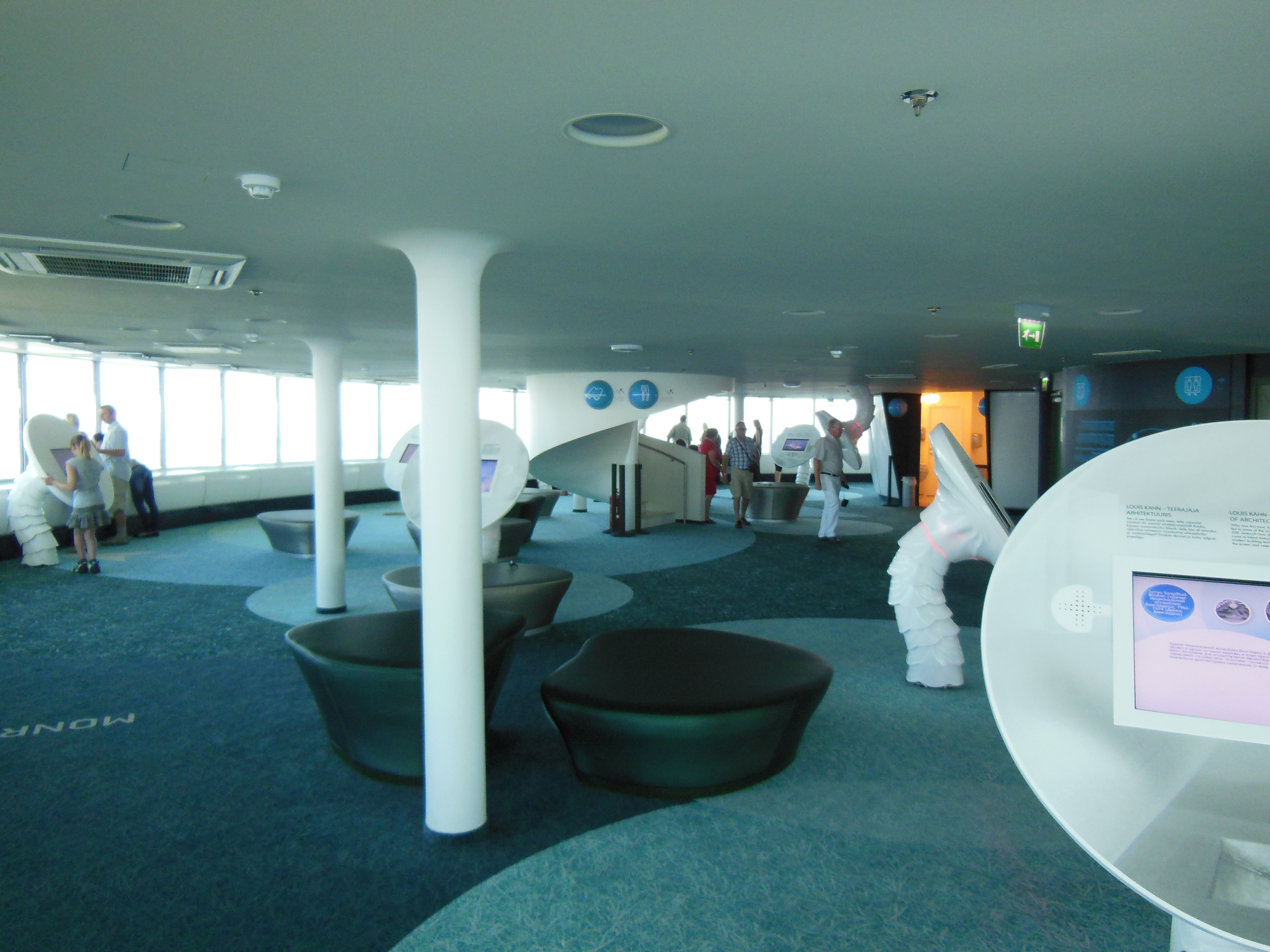
Vista del mirador

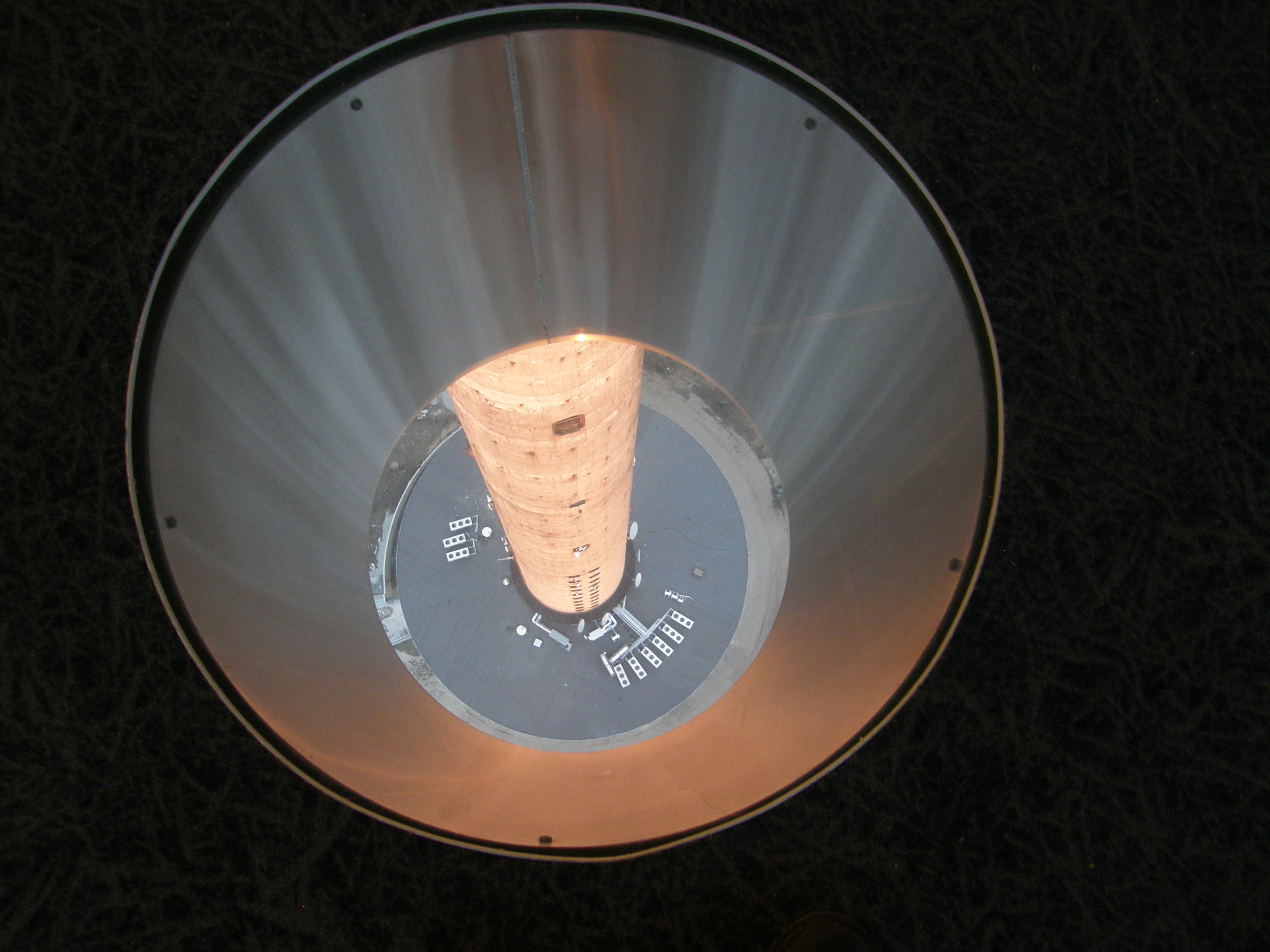
Ventana del mirador

El mirador y el restaurante se encuentran en las plantas 21 y 22 de la torre de TV, a 170 metros de altura. La torre cuenta con dos ascensores que se desplazan a una velocidad de 3,5 metros por segundo y alcanzan la parte superior en 49 segundos. El café-restaurante es el restaurante panorámico más alto del norte de Europa. En la planta 21 de la torre de TV se encuentra una sala de exposiciones permanente con vistas panorámicas (en un día despejado se tiene una visión de hasta 50 kilómetros, e incluso se puede divisar la costa de Finlandia). La sala de exposiciones cuenta con 22 robots con pantallas táctiles que permiten a los visitantes descubrir los logros de Estonia. El mirador cuenta con varias ventanas circulares en el suelo desde donde se puede mirar al vacío.